# Antygradacja
Antygradacja (antyklimaks, gradacja opadająca) – figura retoryczna, odmiana gradacji, w której  składniki uszeregowane są w taki sposób, że ich wartość znaczeniowa lub emocjonalna stopniowo maleje. 
Termin odnosi się także do nieoczekiwanego obniżenia tonu, przejścia od podniosłości do trywialności, pospolitości.
Inaczej gradacja w języku wysokim, nagle przełamana językiem niskim, prostym, nierzadko wulgaryzmem.